# Фецич Тарас Григорович
Тара́с Григо́рович Фе́цич (1958—2021) — лікар-онколог. Доктор медичних наук (2003), професор (2006). Заслужений лікар України.

## З життєпису
Народився 1958 року в місті Турка Львівської області. Закінчив Львівський медичний інститут (1982). Працював лікарем.
Від 1987 року — у Львівському медичному університеті: від 2004 — завідувач кафедри онкології та радіології.
Напрями наукових досліджень:
- ендогенна інтоксикація у хірургічному лікуванні онкологічних хворих
- ентеросорбція та плазмафарез при хіміотерапії
- оптимізація лікування хворих на місцевопоширений і метастатичний рак шлунка, легенів та яєчників.

Довгий час лікувався від коронавірусу. Помер 2021 року в місті Львів.
Серед робіт:
- «Імунні комплекси при пухлинних захворюваннях й автоімунних процесах»; 1983 (співавтор)
- «Гаптоглобін сироватки крові при захворюванні на рак легень»; 1995
- «Детоксикаційна терапія в комплексному лікуванні онкологічних хворих»; 1998
- «Роль сучасних методів лікування у хворих із метастазами колоректального раку в печінку»; 2009 (співавтор)
- «Ефективність хірургічного лікування у у хворих на колоректальний рак»; 2016 (співавтор)
- «TNM-класифікація», 7-ме видання. Фецич Т. Г., Сліпецький Pоман Ростиславович; 2014

## Нагороди
- заслужений лікар України (2018)[2]